# Ardisia rubicunda
Ardisia rubicunda är en viveväxtart som beskrevs av C.M.Hu. Ardisia rubicunda ingår i släktet Ardisia och familjen viveväxter. Inga underarter finns listade i Catalogue of Life.